# Comuna de Kańczuga
Kańczuga (polaco: Gmina Kańczuga) é uma gminy (comuna) na Polónia, na voivodia de Subcarpácia e no condado de Przeworski. A sede do condado é a cidade de Kańczuga.
De acordo com os censos de 2004, a comuna tem 12 766 habitantes, com uma densidade 121,4 hab/km².

## Área
Estende-se por uma área de 105,15 km², incluindo:
- área agricola: 77%
- área florestal: 14%

## Demografia
Dados de 30 de Junho 2004:
|                      | Total   | Total | Mulheres | Mulheres | Homens  | Homens |
| -------------------- | ------- | ----- | -------- | -------- | ------- | ------ |
|                      | pessoas | %     | pessoas  | %        | pessoas | %      |
| População            | 12 766  | 100   | 6550     | 51,3     | 6216    | 48,7   |
| Densidade (pop./km²) | 121,4   | 100   | 62,3     | 62,3     | 59,1    | 59,1   |

De acordo com dados de 2002, o rendimento médio per capita ascendia a 1165,55 zł.

## Comunas vizinhas
- Dubiecko, Gać, Jawornik Polski, Markowa, Pruchnik, Przeworsk, Zarzecze